# Чемпионат Лесото по футболу (Дивизион А)
Дивизион А (англ. Lesotho A-Division) — вторая по силе футбольная лига Лесото, проходящая под эгидой Федерации футбола страны.

## Формат
Лига разделена на два дивизиона — Северный и Южный. Команды соревнуются в своих дивизионах на протяжении регулярного сезона. Затем четыре лучших клуба из каждого дивизиона выходят в плей-офф турнира, чтобы определить, какой клуб выйдет в Премьер — лигу. Худшие команды, в свою очередь, по итогам сезона выбывают в Региональную лигу.

## Спонсоры
До 2017 года основным спонсором первенства являлась компания «Vodacom Lesoto», однако в связи с тем, что в 2017 году спонсорское соглашение между «Vodacom» и Федерацией футбола страны было разорвано, Дивизион А оставался без титульного спонсора вплоть до сентября 2021 года, когда Почтовый банк Лесото подписал с лигой трёхлетний контракт, включающий в себя изменение официального названия чемпионата на «Лига почтового банка Лесото».
В свою очередь, турнир плей-офф с 2019 года имеет отдельного спонсора — южноафриканскую финансовую компанию «Nedbank».